# Roger Clark
Roger Albert Clark MBE (Narborough, Leicestershire, Reino Unido; 5 de agosto de 1939-Leicester, 12 de enero de 1998) fue un piloto de rally británico que compitió en el Campeonato Mundial de Rally, entre 1973 y 1995, y en el Campeonato Británico de Rally donde consiguió cuatro títulos, siempre con la marca Ford. Fue el primer inglés en ganar una prueba del campeonato del mundo: el Rally de Gran Bretaña de 1976 además de ser la primera y única victoria que logró en dicho certamen.
En los años 1990 fundó el Roger Clark Motor Sport, empresa dedicada a la preparación de vehículos de carreras.

## Trayectoria
Comenzó a competir en el 1956 en pruebas de Gran Bretaña. En la década de los 60 fue piloto de Ford corriendo con modelos como el Ford Cortina con el que obtuvo su primer título en el campeonato británico, en 1965 y varias victorias como en el Scottish Rally donde venció en tres ocasiones, 1964, 1965, 1967. En la misma volvería a ganar en 1968, 1973 y 1975 con el Ford Escort RS 1600. Fue el primer piloto en dar una victoria a este coche, cuando ganó en el Rally Circuito de Irlanda en 1970 prueba que ya había ganado en las dos ediciones anteriores con un Ford Escort Twin Cam. En la década de los 70 continuó su participación en pruebas de Europa, como el Rally de Finlandia o el Gran Bretaña resultados que ayudaron a sumar puntos a Ford en el Campeonato Internacional de Marcas.  En 1973 nació el Campeonato Mundial de Rally y Clark debutó en el Rally Safari donde abandonó. Ese año también participó en el RAC donde consiguió la segunda posición. Su participaciones en el mundial se limitaron a la prueba inglesa y a otras pero de manera discontinua como el San Remo, el Montecarlo, el Acrópolis y el Safari. Sus mejores resultados fueron siempre en Gran Bretaña donde consiguió varios y su única victoria en el mundial: en 1976. Fue también segundo en el Acrópolis de 1977 y tercero en Canadá ese mismo año. Como piloto oficial de Ford participó en dieciocho pruebas y tuvo como compañeros de equipo al sueco Bjorn Waldergard o el finés Ari Vatanen. También corrió con otros vehículos en el mundial como un Triumph TR7 en 1980, un Porsche 911 SC RS en 1984 y un Subaru Impreza en 1995, siempre en el Rally de Gran Bretaña.

## Palmarés

### Victorias en el Campeonato Mundial de Rally
| #  | Año  | Rally                 | Piloto      | Automóvil          |
| -- | ---- | --------------------- | ----------- | ------------------ |
| 1. | 1976 | Rally de Gran Bretaña | Stuart Pegg | Ford Escort RS1800 |

| Predecesor: Eric Jackson  | Campeón de Gran Bretaña 1965      | Sucesor: Roy Fidler    |
| Predecesor: Chris Slater  | Campeón de Gran Bretaña 1972-1973 | Sucesor: Billy Coleman |
| Predecesor: Billy Coleman | Campeón de Gran Bretaña 1975      | Sucesor: Ari Vatanen   |